# Гледзянувек
Гледзянувек (пол. Gledzianówek) — село в Польщі, у гміні Вітоня Ленчицького повіту Лодзинського воєводства.
Населення — 113 осіб (2011).
У 1975—1998 роках село належало до Плоцького воєводства.

## Демографія
Демографічна структура станом на 31 березня 2011 року:
|          | Загалом | Допрацездатний вік | Працездатний вік | Постпрацездатний вік |
| -------- | ------- | ------------------ | ---------------- | -------------------- |
| Чоловіки | 63      | 17                 | 37               | 9                    |
| Жінки    | 50      | 4                  | 30               | 16                   |
| Разом    | 113     | 21                 | 67               | 25                   |